# Сакр III бин Султан аль-Касими
Сакр III бин Султан Аль-Касими (1924 — 9 ноября 1993) — эмир эмирата Шарджи (май 1951 — 24 июня 1965).

## Биография
Старший сын эмира Шарджи Султана II ибн Сакра аль-Касими (? — 1951), правившего в 1924—1951 годах. После смерти Султана новым правителем эмирата Шарджа стал Сакр бин Султан. Сакр был арабским националистом, что подорвало контроль Британской империи над Договорным Оманом. В 1964 году он поддержал открытие офиса Лиги арабских государств в Шардже после визита делегации Лиги арабских государств во главе с Абдулом Халеком Хасуной, тогдашним генеральным секретарем. Англичане рассматривали этот шаг как угрозу, которая заставила британскую администрацию вмешаться и инициировать свержение эмира Сакра с поста правителя Шарджи. В 1965 году Гленкэрну Бальфуру Полу, британскому агенту в Дубае, было поручено проинформировать Сакра бин Султана о его низложении. Затем Сакр был отправлен в ссылку в Бахрейн, а затем в Каир . Ему наследовал его двоюродный брат Халид ибн Мухаммед аль-Касими (1965—1972).
24 января 1972 года, вскоре после создания Объединенных Арабских Эмиратов 2 декабря 1971 года, Сакр бин Султан вернулся в Шарджу из Египта с несколькими наемниками и захватил власть в результате попытки государственного переворота. Группа вошла во дворец правителя примерно в 2.30 пополудни, получив сообщения о стрельбе и взрывах гранат внутри дворца. Осажденный силами обороны Союза, прибывшими часом позже, Сакр бин Султан в конце концов сдался ранним утром 25 января министру обороны ОАЭ шейху Мухаммеду бен Рашиду аль-Мактуму. Однако эмир Халид бин Мухаммад был убит в ходе этой акции, а брату Сакра Ахмеду предложили должность министра юстиции ОАЭ.